# Tupac Amaru II
Tupac Amaru II, właśc. José Gabriel Condorcanqui y Noguera (ur. ok. 1741 w Tincie, zm. 18 maja 1781 w Cuzco) – przywódca zakończonego klęską indiańskiego powstania przeciwko Hiszpanom w 1780 roku w Peru.
Potomek ostatniego inkaskiego przywódcy – Tupaca Amaru. José Gabriel Condorcanqui urodził się w Tincie, w prowincji Cuzco jako drugi syn Miguela Condorcanqui i Rosy Noguera. Otrzymał jezuickie wychowanie w szkole w San Francisco de Borja. Studiował sztukę na uniwersytecie w Limie. Był bogatym plantatorem koki i przedsiębiorcą przewozowym.
W 1770 roku wystąpił na drogę sądową, domagając się uwolnienia indiańskich przymusowych robotników w kopalniach. Ze względu na niepowodzenie działań pokojowych 4 listopada 1780 roku na czele 10000 Indian wkroczył do Tinty, gdzie osądził i skazał na śmierć Antonia de Arriagę, tamtejszego hiszpańskiego urzędnika do spraw Indian (corregidora), za notoryczne przekraczanie kompetencji i barbarzyńskie traktowanie mieszkańców regionu. W wyniku tego rozpoczęło się powstanie, w którym powstańcy nie zamordowali nikogo więcej. Nie próbowali mścić się na białych mieszkańcach miasta, a walki toczone były tylko z regularnym hiszpańskim wojskiem.

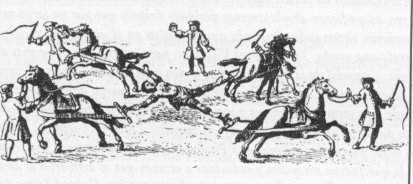
Nieudana egzekucja

Schwytany, został skazany na śmierć przez rozerwanie końmi. Wcześniej jednak zmuszony był przyglądać się egzekucji swojej żony i najstarszego syna Hipólita, a także wuja, szwagra i kilku ważniejszych powstańców.
Wyrok na nim samym wykonano na głównym placu (Plaza de Armas) w Cuzco – tym samym miejscu, gdzie stracono Tupaca Amaru. Ponieważ jednak konie nie były w stanie rozerwać ciała skazańca, egzekucję wykonano poprzez ćwiartowanie.
Jego najmłodszy syn – Fernando, został przewieziony do Hiszpanii, gdzie był więziony aż do śmierci.
Tupac Amaru II stał się symbolem i wzorem dla licznych ugrupowań politycznych w Peru – reprezentujących rozmaite frakcje. Jego imię przyjął Ruch Rewolucyjny im. Tupaca Amaru w Peru, a także partyzantka miejska w Urugwaju – Tupamaros. Jego imię nosił amerykański raper, Tupac Amaru Shakur.